# Nathan Asch
Nathan Asch (Varsavia, 10 luglio 1902 – San Francisco, 23 dicembre 1964) è stato uno scrittore statunitense.

## Biografia
Figlio dello scrittore Sholem Asch, crebbe negli Stati Uniti, dove la famiglia si era trasferita nel 1915. Dopo aver frequentato le scuole in Polonia, in Svizzera e in Francia, studiò alla Columbia University e all'Università di Syracuse. Dal 1937 al 1939 lavorò alla Works Progress Administration di Washington, poi durante la seconda guerra mondiale fu arruolato come volontario nella United States Army Air Forces, nonostante fosse stato congedato dal servizio per la sua età. Per i suoi servigi ricevette la Air Medal e la Bronze Star Medal.
Negli anni '30 scrisse sceneggiature per la Paramount Pictures, per la RKO Pictures e per la Metro-Goldwyn-Mayer. Come giornalista collaborò con testate come The Nation, The New Republic, The New Yorker, The Yale Review e Harper's Bazaar.
Tra i suoi romanzi si ricordano The Office, Love in Chartres, Pay Day e The Valley. Alcuni di essi furono pubblicati negli Stati Uniti e in Germania, nonché alcuni vennero tradotti in lingua yiddish. Il suo stile rispecchia molte caratteristiche in comune con Ernest Hemingway e Sherwood Anderson, e le sue opere sono particolarmente apprezzate per l'empatia nei confronti della diversità umana. La Winthrop University custodisce i suoi documenti e scritti che mostrano la vita letteraria di Parigi e la sua esperienza in guerra.